# Anne-Katrin Westphal
Anne-Katrin Westphal (* 30. Juni 1983; geboren als Anne-Katrin Sabel) ist eine ehemalige deutsche Fußballspielerin.

## Karriere

### Vereine
Die 166 cm große Westphal debütierte im Seniorinnenbereich für den FSV Frankfurt, für den sie von 2001 bis 2003 in der Bundesliga als Abwehrspielerin eingesetzt wurde. In ihrer Bundesliga-Premierensaison bestritt sie 14 Punktspiele und debütierte am 19. August 2001 (1. Spieltag) beim 1:1-Unentschieden im Heimspiel gegen den FFC Heike Rheine die erste Halbzeit lang. In ihrer zweiten Saison bestritt sie zwei Punktspiele weniger, erzielte am 4. Mai 2003 (21. Spieltag) beim 9:1-Sieg im Auswärtsspiel gegen den SC 07 Bad Neuenahr mit dem Treffer zum 1:0 in der dritten Minute ihr erstes Bundesligator.
Für diesen Verein spielte sie nach ihrem Wechsel von 2003 bis zum 2. Spieltag der Saison 2010/11. Während ihrer Vereinszugehörigkeit bestritt sie insgesamt 129 Punktspiele, in denen sie zehn Tore erzielte. Ferner kam sie im WM-Überbrückungsturnier 2007 in zwei Spielen der Gruppe 2, sowie in zwei Spielen des DFB-Pokal-Wettbewerbs zum Einsatz. Im Erstrundenspiel am 12. September 2009 erzielte sie beim 11:0-Sieg bei Rot-Weiß Merl mit dem Treffer zum 3:0 in der 38. Minute ihr einziges Pokalspieltor.
Danach pausierte sie für unbestimmte Zeit, bevor sie sich im April 2011 der zweiten Mannschaft anschloss und in der drittklassigen Regionalliga Südwest mit drei Punktspielen und einem Tor zur Meisterschaft in dieser Spielklasse und somit zum Aufstieg der Mannschaft in die 2. Bundesliga Süd beitrug. Nach einer neuerlichen, bis zum Oktober 2013 anhaltenden Pause vom Fußball, kehrte sie zum neugegründeten, aus dem insolventen SC 07 Bad Neuenahr hervorgegangenen Verein SC 13 Bad Neuenahr zurück. Für diese Mannschaft bestritt sie vom 13. Oktober bis 1. Dezember 2013 ihre letzten fünf Spiele als Fußballerin.

### Nationalmannschaft
Für die U19-Nationalmannschaft bestritt sie 17 Länderspiele, in denen sie drei Tore erzielte. Ihr Debüt als Nationalspielerin gab sie am 10. Oktober 2001 bei der 2:3-Niederlage im Testspiel gegen die schwedische Auswahl. Ihr erstes Länderspieltor erzielte sie am 24. April 2002 beim 2:1-Sieg im Testspiel gegen die italienische Auswahl mit dem Treffer zum 1:0 in der achten Minute. Mit ihr nahm sie an der vom 2. bis 12. Mai 2002 in Schweden ausgetragenen Europameisterschaft teil. Sie bestritt einschließlich des in Helsingborg ausgetragenen Finales, das mit 3:1 gegen die Auswahl Frankreichs gewonnen wurde, alle fünf Turnierspiele. Ferner nahm sie an der vom 17. August 2002 bis 1. September 2002 in Kanada ausgetragenen Weltmeisterschaft teil und bestritt einschließlich des mit 4:3 im Elfmeterschießen gegen die Auswahl Brasiliens gewonnenen Spiel um Platz 3 alle sechs Turnierspiele.
Für die U21-Nationalmannschaft bestritt sie fünf Länderspiele, in denen ihr ein Tor gelang. Sie debütierte am 13. Juli 2003 beim 3:1-Sieg im Testspiel gegen die dänische Auswahl mit Einwechslung für Anika Machalett ab der 46. Minute. Ihr einziges Tor in dieser Altersklasse gelang ihr am 23. Juli 2004 beim 3:1-Sieg im Testspiel gegen die norwegische Auswahl mit dem Treffer zum 3:0 in der 52. Minute.

## Erfolge
Vereine
- Meister Regionalliga Südwest 2011 und Aufstieg in die 2. Bundesliga Süd

Nationalmannschaft
- Dritter der U19-Weltmeisterschaft 2002
- U19-Europameister 2002